# Hada lurida
Hada lurida là một loài bướm đêm trong họ Noctuidae.